# San José el Alto
San José el Alto är en ort i Mexiko.   Den ligger i kommunen Querétaro och delstaten Querétaro Arteaga, i den centrala delen av landet, 190 km nordväst om huvudstaden Mexico City. San José el Alto ligger 2 036 meter över havet och antalet invånare är 5 957.
Terrängen runt San José el Alto är kuperad åt nordost, men åt sydväst är den platt. Runt San José el Alto är det tätbefolkat, med 762 invånare per kvadratkilometer. Närmaste större samhälle är Santiago de Querétaro, 7,3 km söder om San José el Alto. Trakten runt San José el Alto består i huvudsak av gräsmarker.